# Гора Герцля
Гора́ Ге́рцля (івр. הר הרצל Har Herzl, також Har HaZikaron — Гора пам'яті) — національне кладовище Ізраїлю, розташоване в західній частині Єрусалима, назване на честь Теодора Герцля, засновника сучасного політичного сіонізму. Гробниця Герцля знаходиться на вершині пагорба. Меморіал Яд ва-Шем лежить на захід від гори. Висота гори Герцля 834 метрів над рівнем моря. Гора Пам'яті жертв Голокосту на захід від гори Герцля лежить на висоті 806 метрів над рівнем моря. У 2015 році планується відкрити Національний меморіальний зал з новим пам'ятником невідомому солдатові.
Гора Герцля є місцем поховання трьох прем'єр міністрів Ізраїлю: Леві Ешколя, Голди Меїр та Іцхака Рабина (який похований поруч із дружиною). Також на горі поховані ізраїльські президенти та інші видатні єврейські й сіоністські лідери. Гора Герцля є місцем проведення багатьох національних урочистих заходів.

## Історія
У 1903 році Теодор Герцль написав у своєму заповіті: «Я хочу бути похований в металевій труні поруч мого батька і залишатися там, поки єврейський народ не перенесе в Ерец-Ізраїль мої останки, труну мого батька, моєї дочки Пауліни, і моїх близьких родичів що вже померли на час переносу». Коли Герцль помер через рік, він був похований у Відні. І тільки в 1949 році, через 45 років, останки Герцля були доставлені до Ізраїлю і перезахоронюванні в Єрусалимі. Місце поховання було обране спеціальною державною комісію. Шістдесят три проекти були представлені в конкурсі на проектування пам'ятника. Переможцем став проект Йосипа Клавейна, що складається з чорного граніту з ім'ям Герцля.
Відразу ж після створення держави Ізраїль в 1948 році було прийнято рішення ховати солдатів ізраїльської армії в північній частині гори Герцля. Після того, у 1951 році, було прийнято рішення також ховати в південній частині гори Герцля представників керівництва країни і встановити це місце у якості національного кладовища Ізраїлю. Через кілька років було також вирішено ховати на національному військовому кладовищі поліцейських та співробітників інших сил безпеки.

## Центральне військове кладовище
У 1949 році, одночасно з процесом поховання Герцля (незалежно від нього), міністерство оборони розпочало знаходити місця для створення ряду військових кладовищ, на яких були б поховані багато загиблих під час війни за незалежність. У кількох містах були обрані райони для військових кладовищ, і міністерство оборони зв'язалося з існуючим фондом, щоб знайти район в Єрусалимі, де буде зведено військове кладовище міста. Місце, вибране для створення Єрусалимського кладовища, було частиною пагорба, на якому раніше було вирішено поховати Герцля. Після того, як стало ясно, що «за словами доглядача, місця буде достатньо для плану могили Герцля, і буде хороше місце для військового кладовища, і, ймовірно, на одному пагорбі буде могила сіоністського провидця і цвинтар сіоністських виконавців». Цей план не сподобався планувальникам місць Герцля, які не хотіли «затьмарювати» гробницю, але були прийняті після того, як планувальники військового кладовища пообіцяли, що план не завадить будівництву місця навколо могили Герцля, і військове кладовище було позначено як окремі входи. [5] Тіла загиблих в боях за Єрусалим були доставлені на нове кладовище.
Архітектором кладовища був обраний архітектор Ашер Хірам, який був «архітектором будинку» військової частини пам'яті. Через топографічні обмеження при будівництві кладовища на схилі пагорба Хірам побудував тераси, які ділять гору на ділянки з рівним ґрунтом. Хірам також спроектував військову гробницю для використання на цьому кладовищі і на інших військових кладовищах Держави Ізраїль. Ландшафтний дизайн був розроблений Хаімом Гілада.
Через розташування Єрусалимського кладовища було вирішено, що воно буде не тільки регіональним, а й національним військовим кладовищем. В результаті цього рішення тут також були поховані жертви періоду до державотворення, деякі з яких були поховані в братських могилах — полеглі, шибениці, бійці єврейської бригади, десантники тощо. Крім того, на горі були встановлені великі пам'ятники для різних груп, що не були доставлені в гробницю Ізраїлю або поховані де-небудь ще.
Гора побудована з гладких ділянок, з печерами Війни за незалежність, похованими на різних ділянках відповідно до зонами битв. Жертви наступних воєн (до війни в Йом Кіпур) були поховані на ділянках, присвячених жертвам цієї війни. Починаючи з війни на виснаження, всі простори поховані разом в порядку їх падіння. На додаток до загальних ділянках в горі є також «унікальні» ділянки, такі як ділянку шибениці, поліція, братські могили та багато іншого. У 1954 році під час розширення кладовища була виявлена похоронна печера періоду Другого Храму, яка була збережена і включена в цей комплекс.

## Меморіал жертвам терору в Ізраїлі
Меморіал жертвам терору в Ізраїлі це пам'ятник усім жертвам тероризму в Ізраїлі з 1851 і надалі.

## Галерея

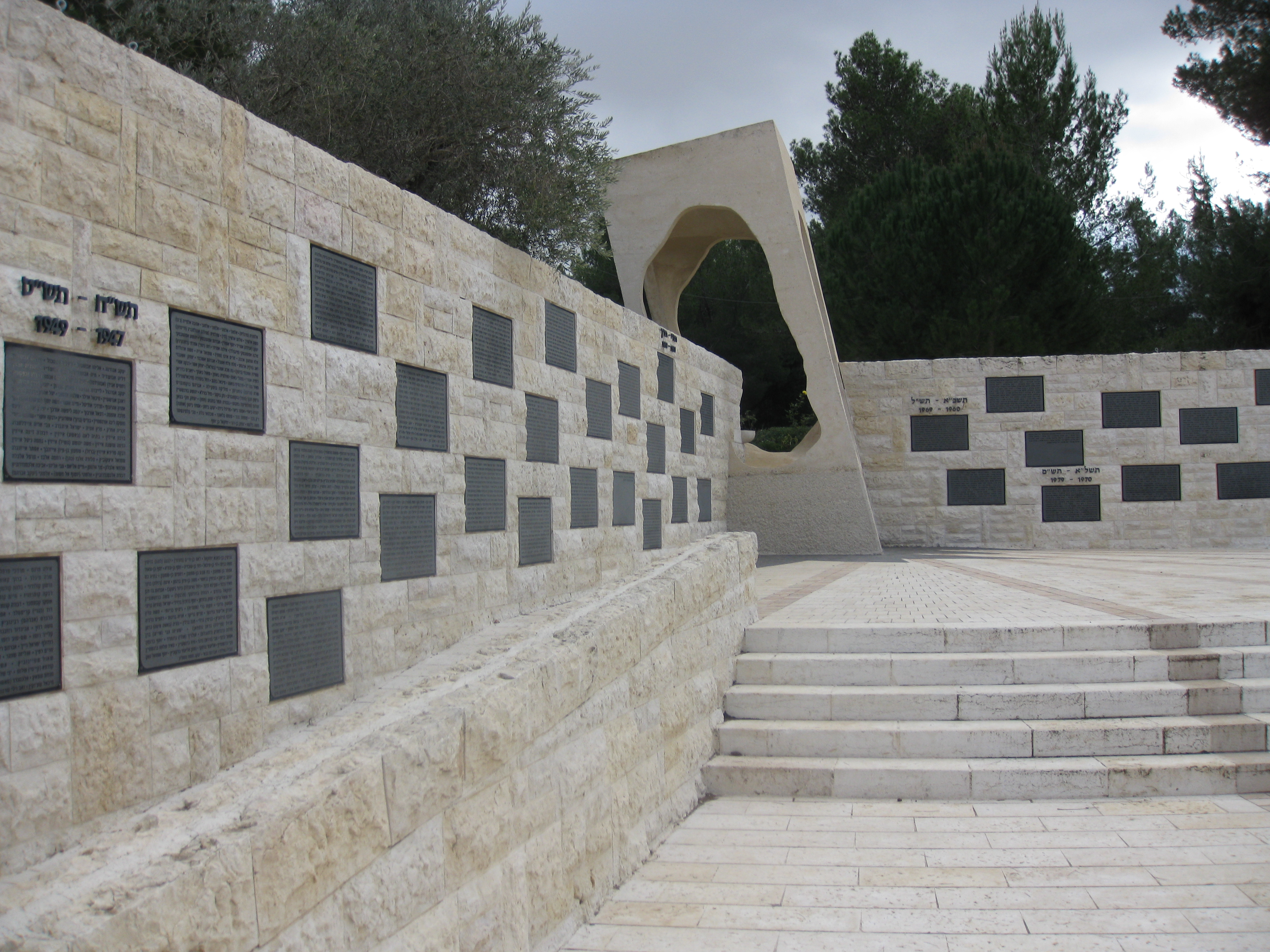
Меморіал жертвам терору в Ізраїлі
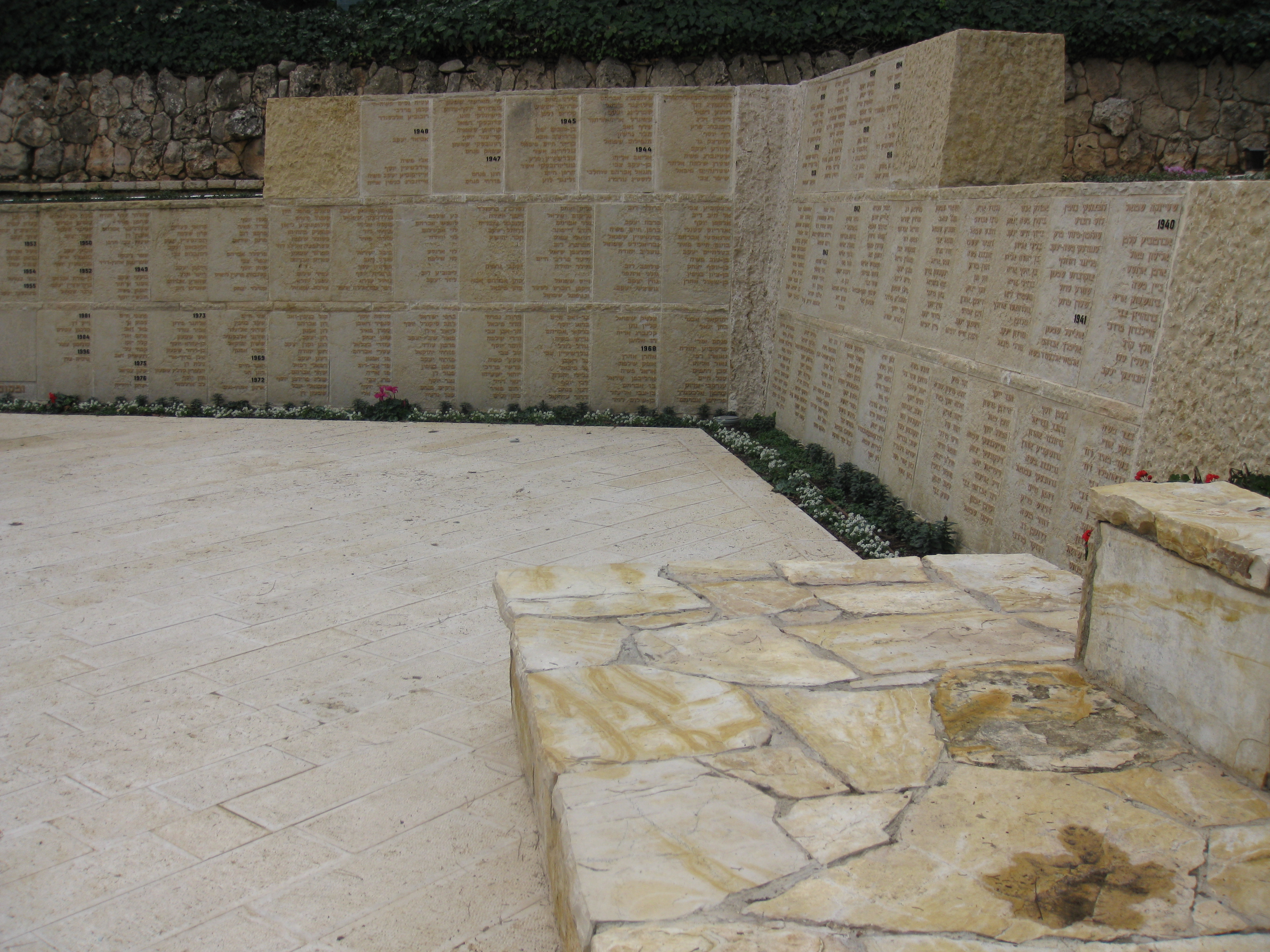
Сад зниклих безвісти
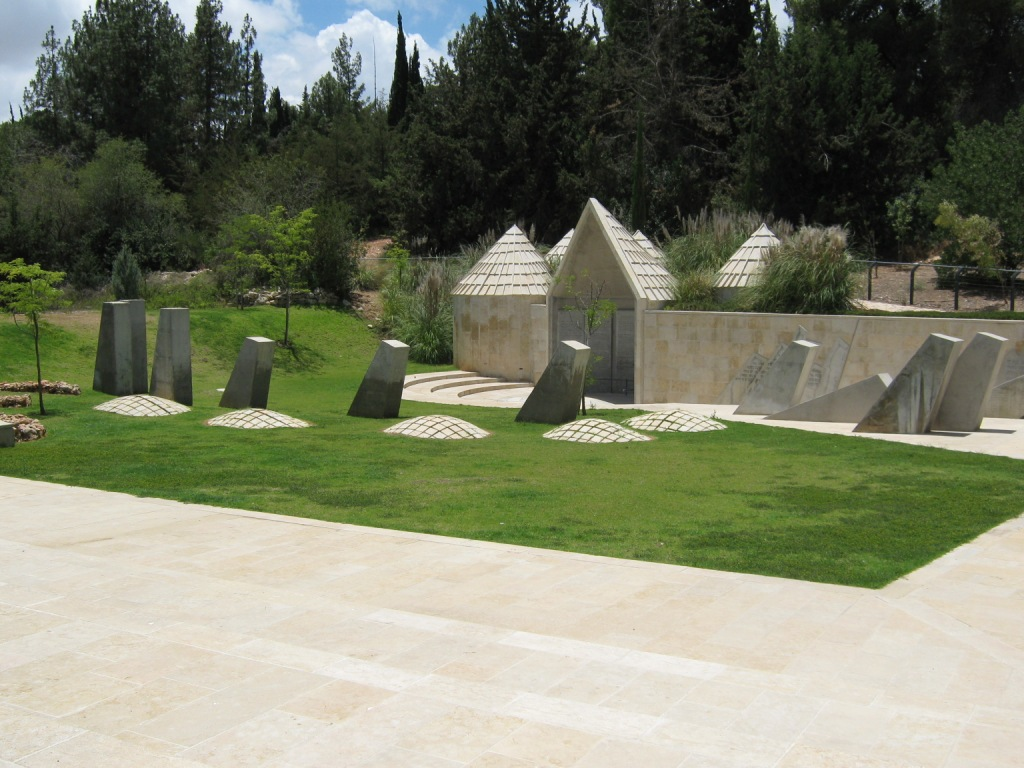
Меморіал ефіопським євреям, які були вбиті на шляху до Ізраїлю
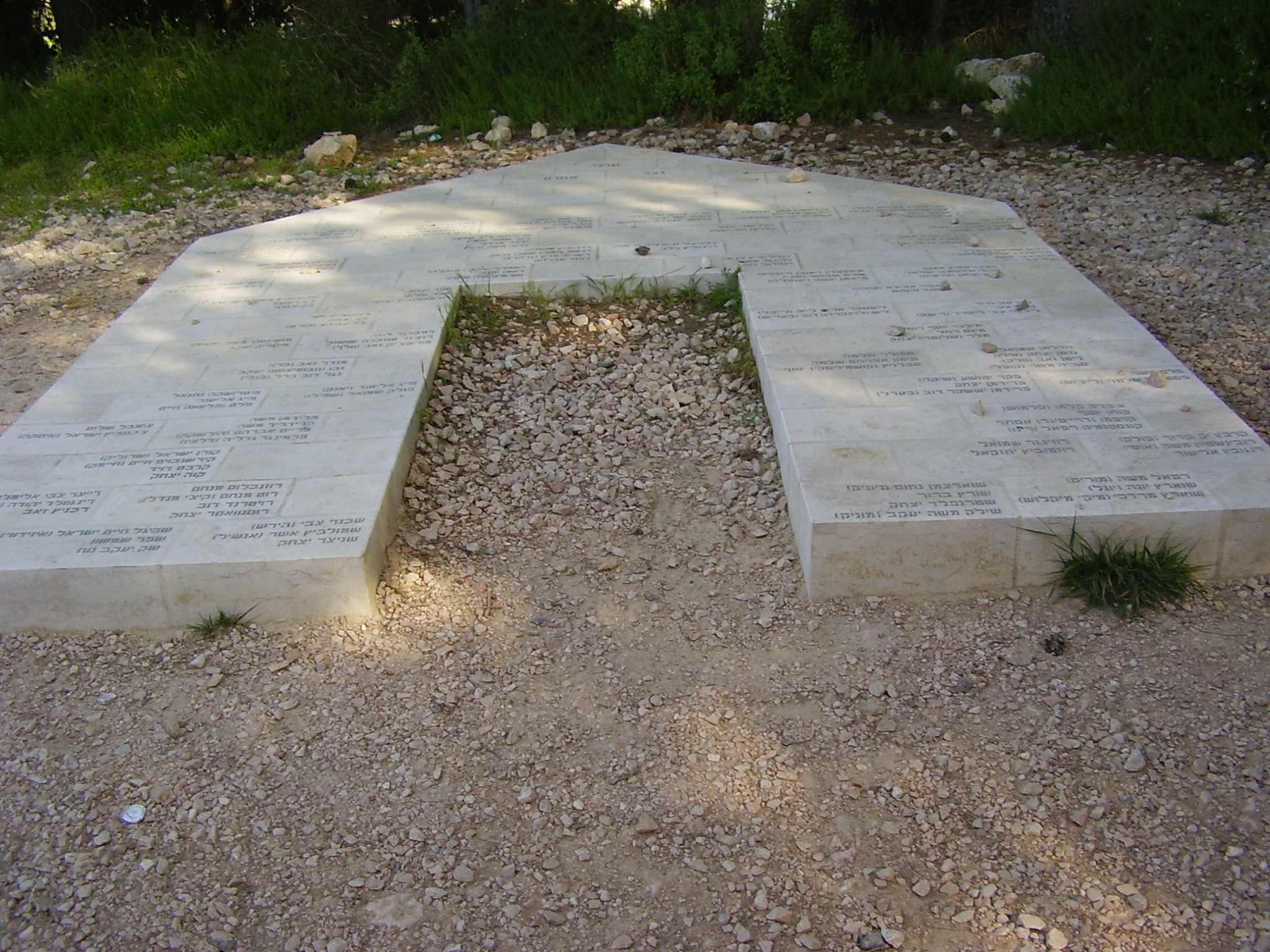
Меморіал останнім потомкам
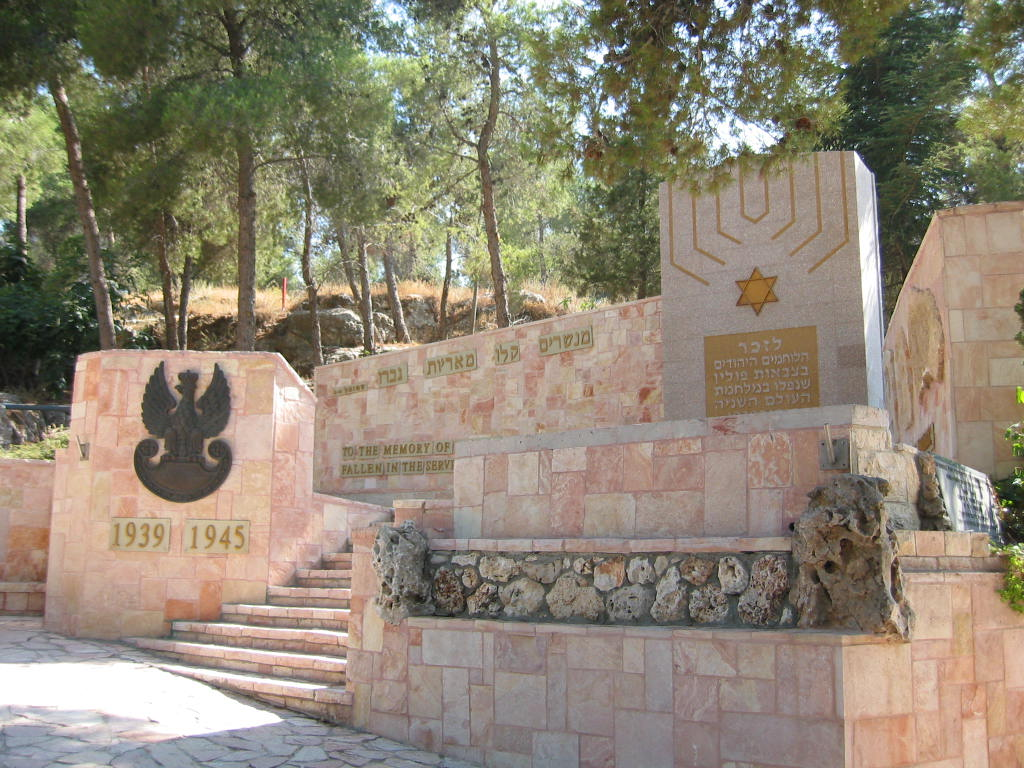
Пам'ятник єврейським солдатам польської армії у Другій світовій війні
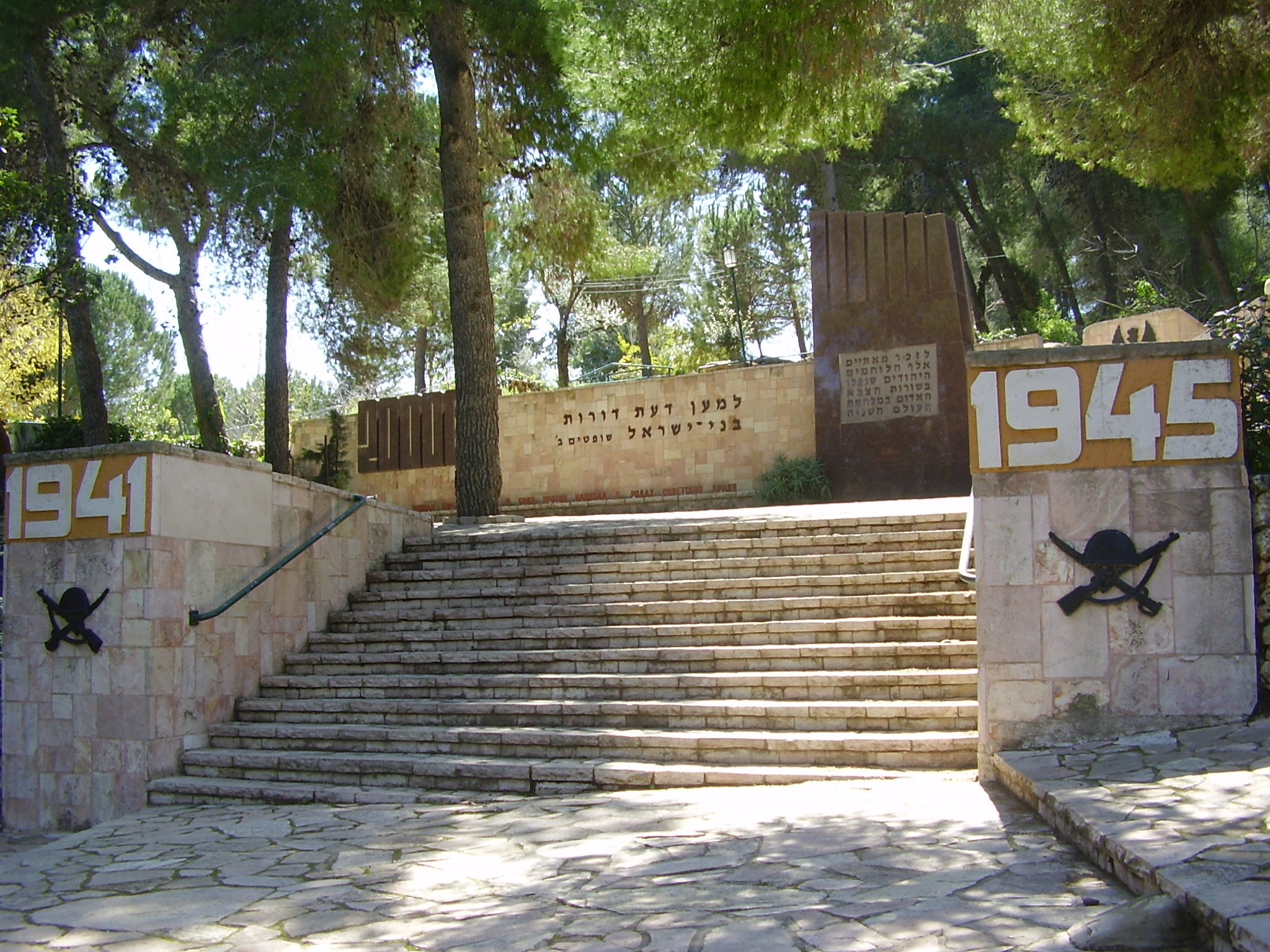
Пам'ятник єврейським солдатам радянської армії у Другій світовій війні
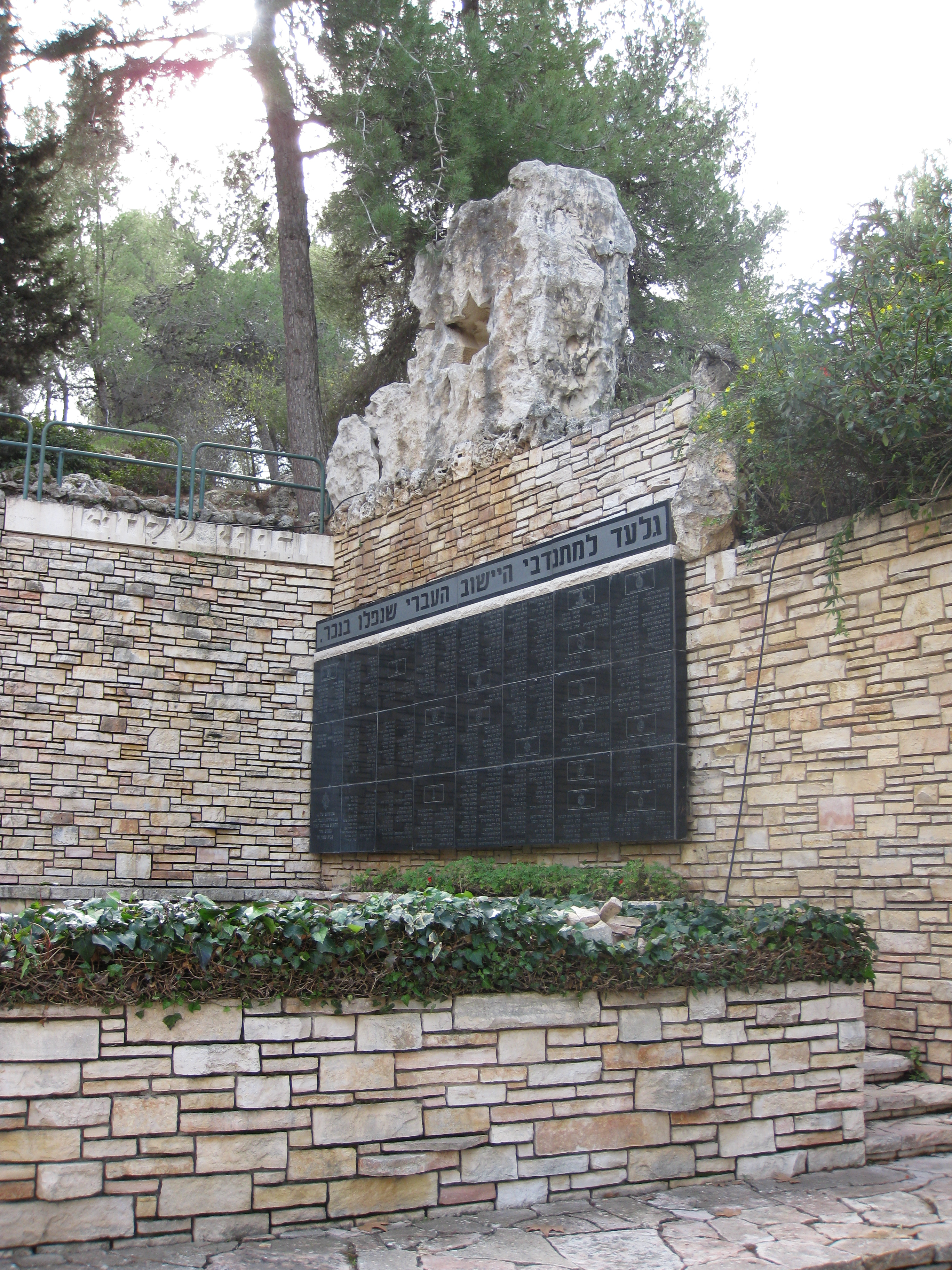
Пам'ятник єврейським солдатам із Палестини, які служили у британській армії у Першій та Другій світових війнах
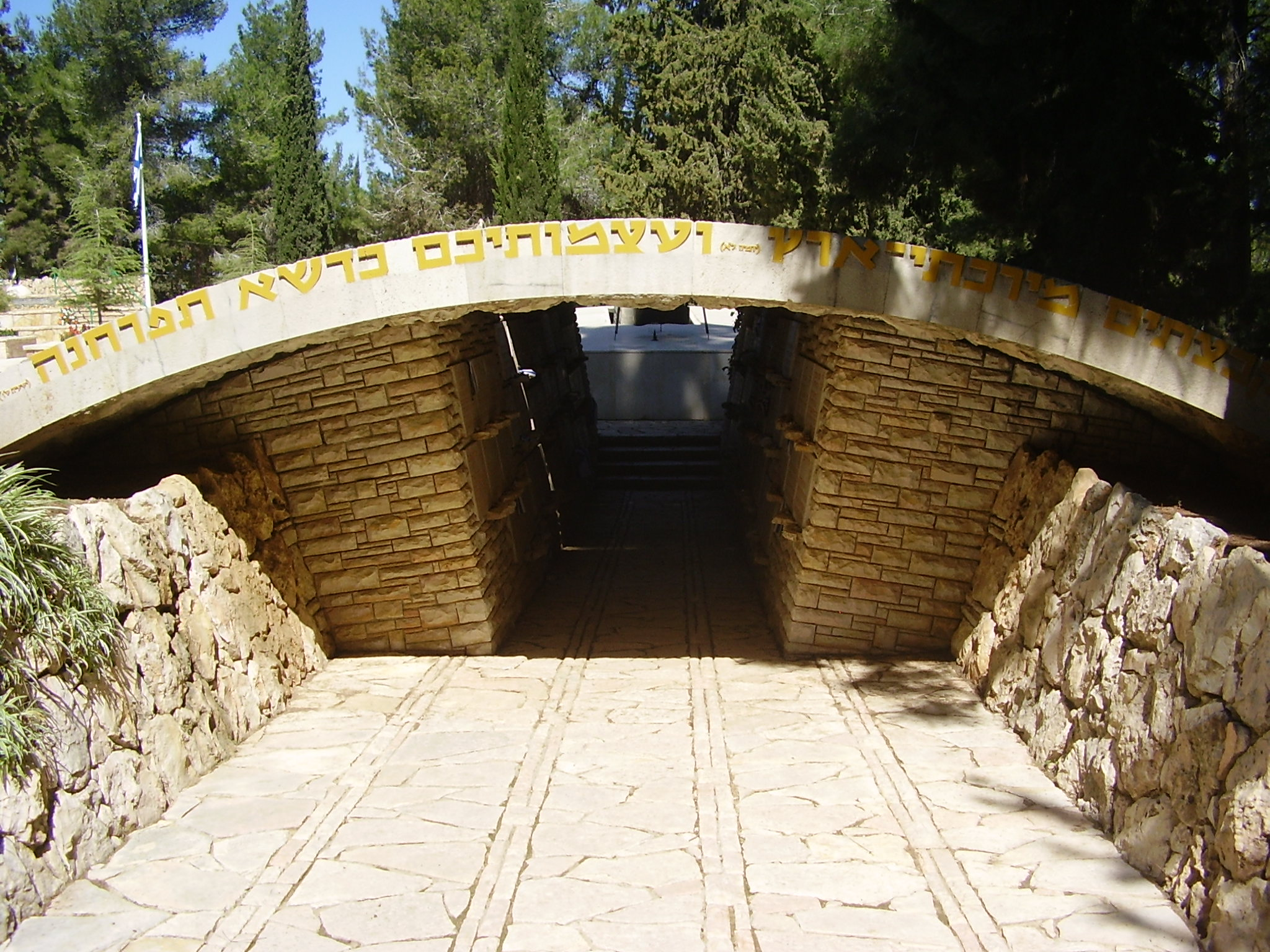
Пам'ятник жителям єврейського кварталу Єрусалима, вбитих в 1948 році
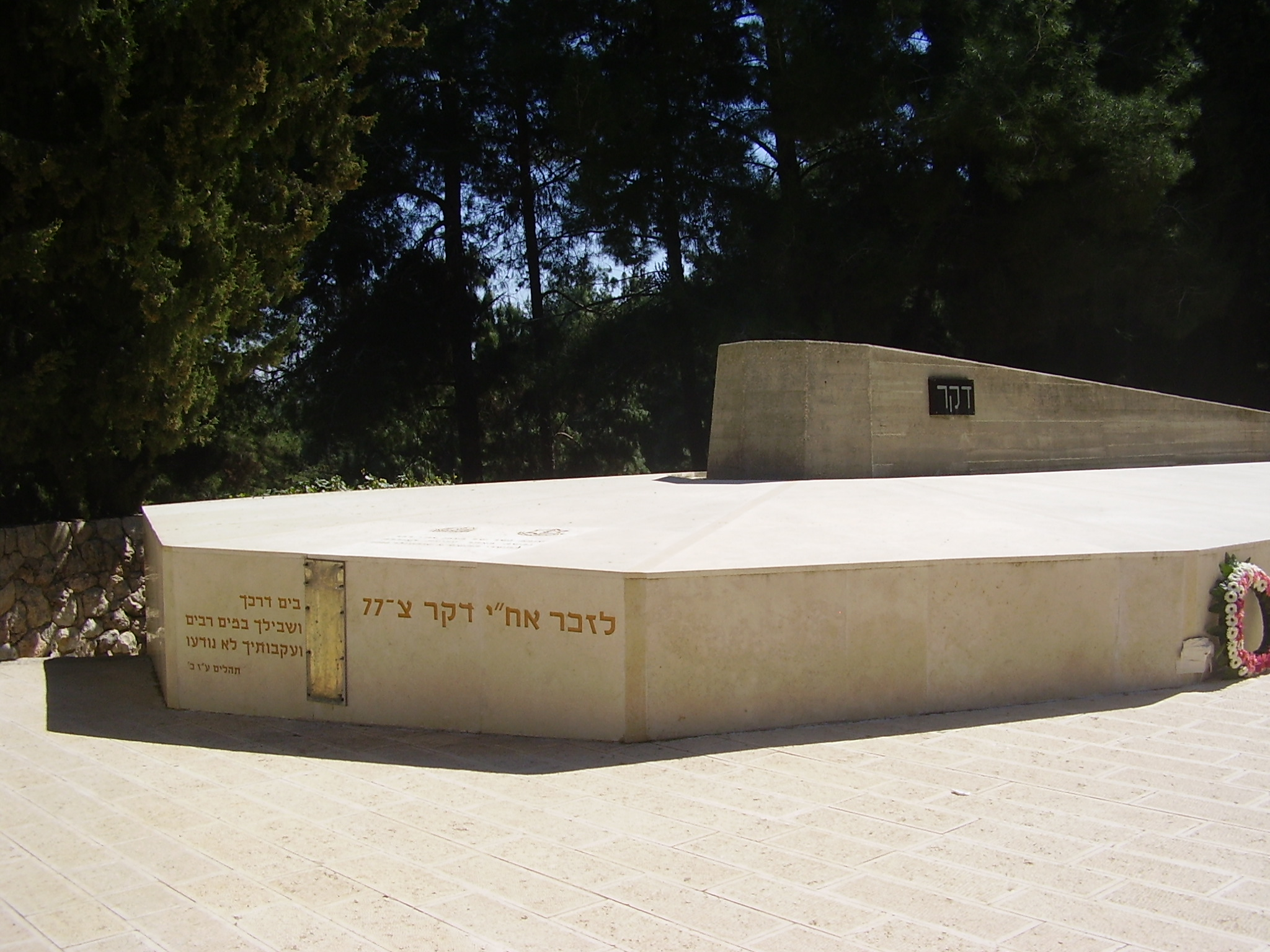
Меморіал підводного човна Дакар
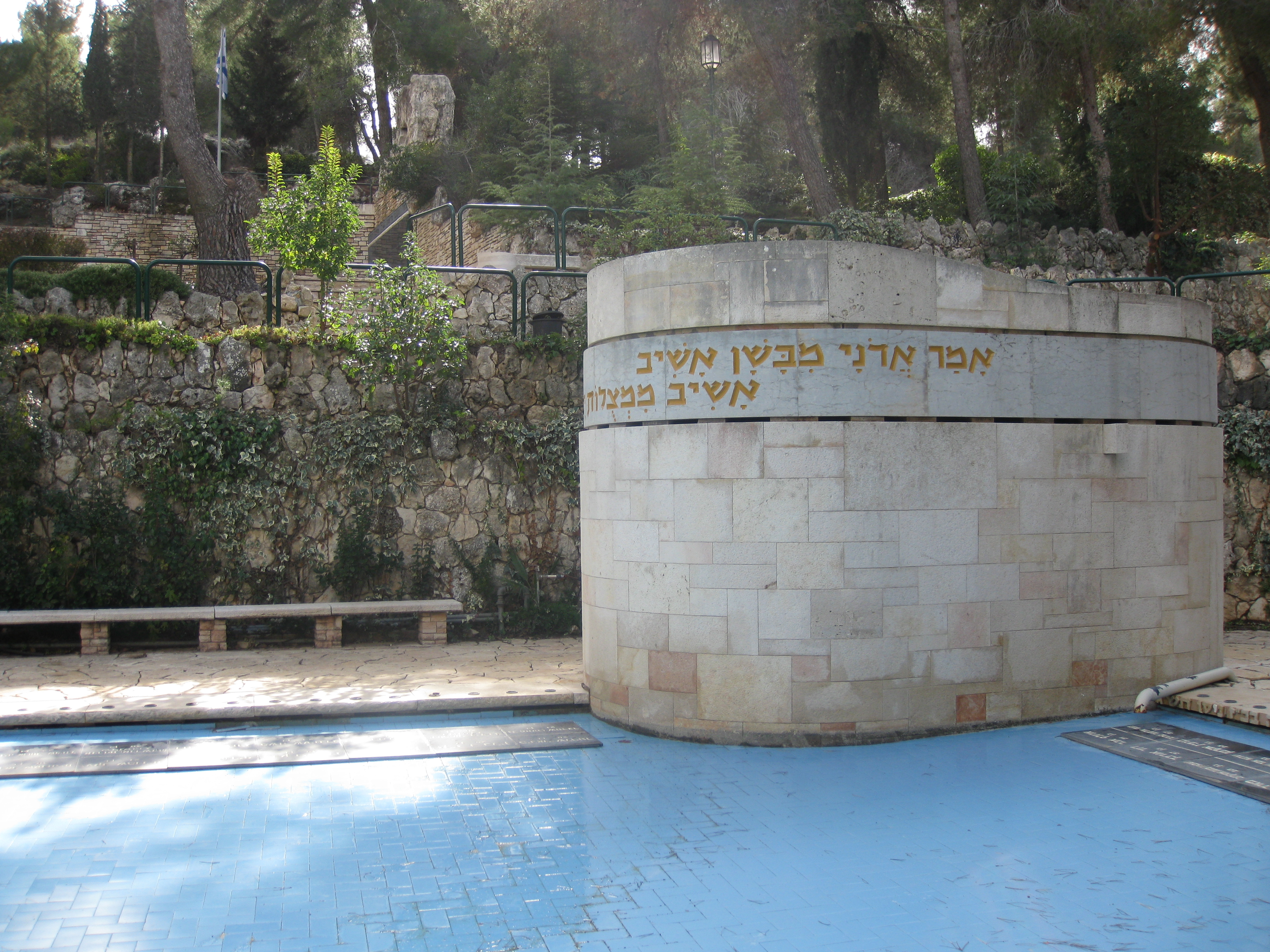
Меморіал корабля Ерінпура
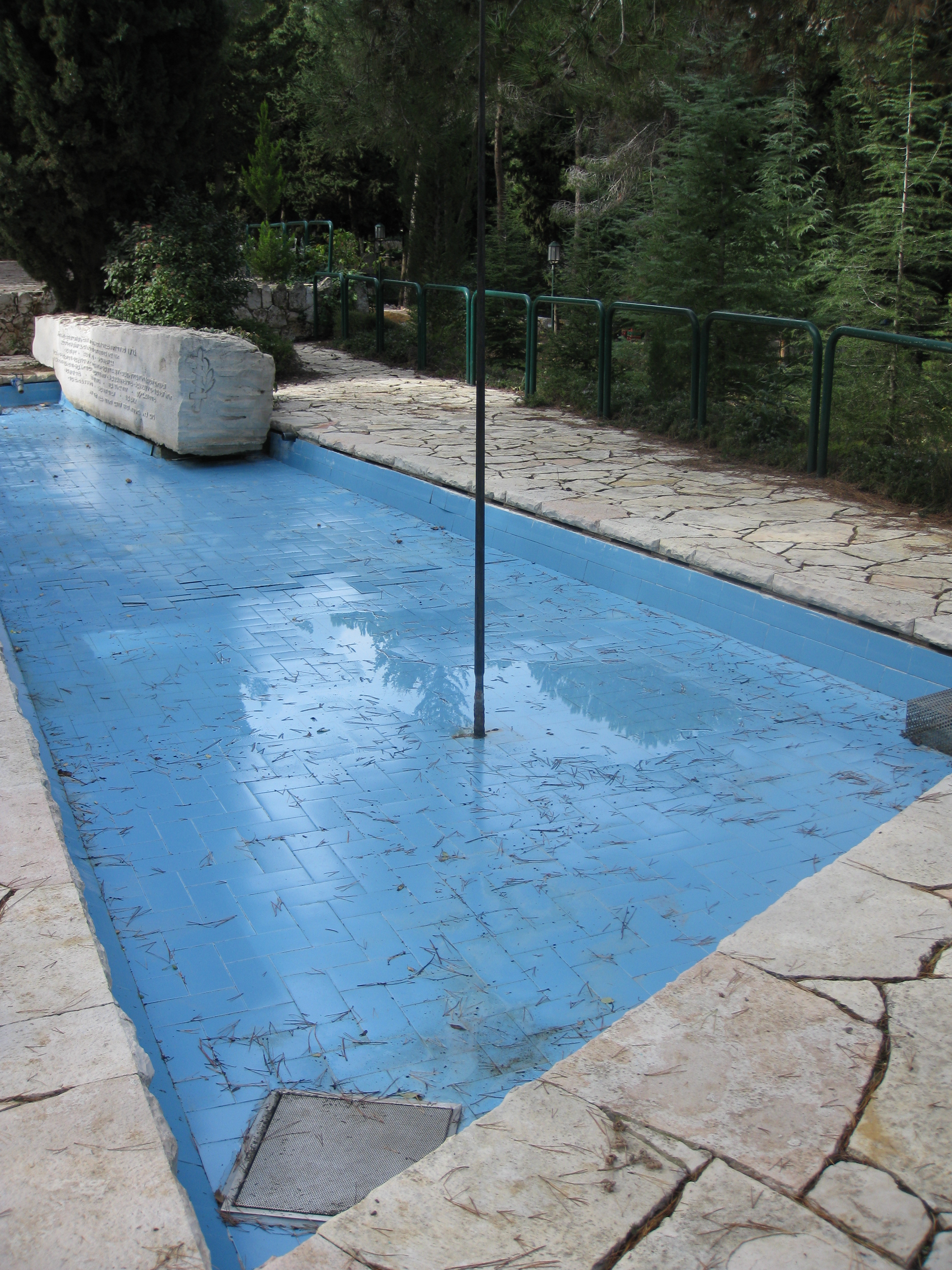
Пам'ятник 23-ом, що занурились у морі
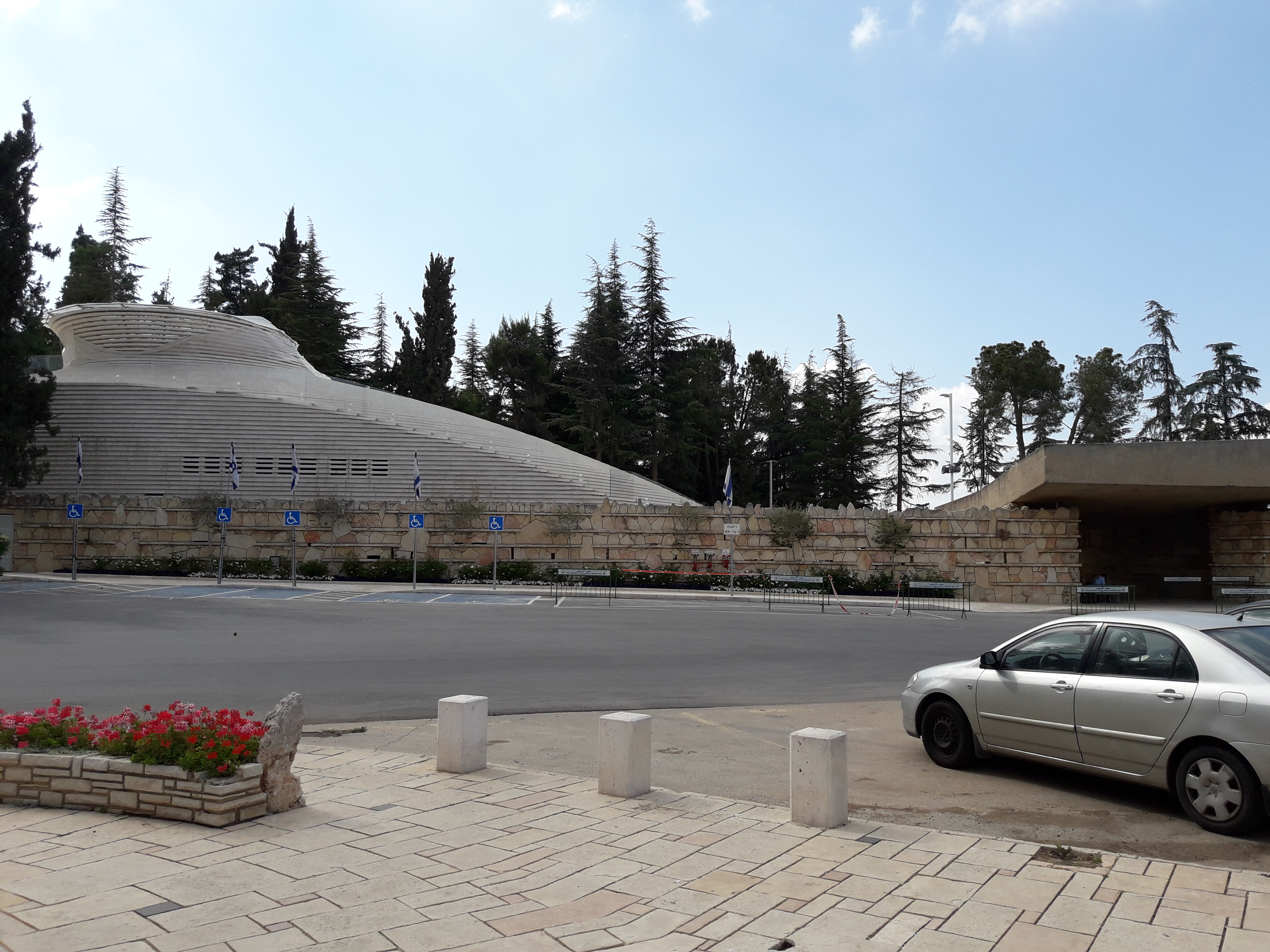
Національний меморіальний зал у формі смолоскипа

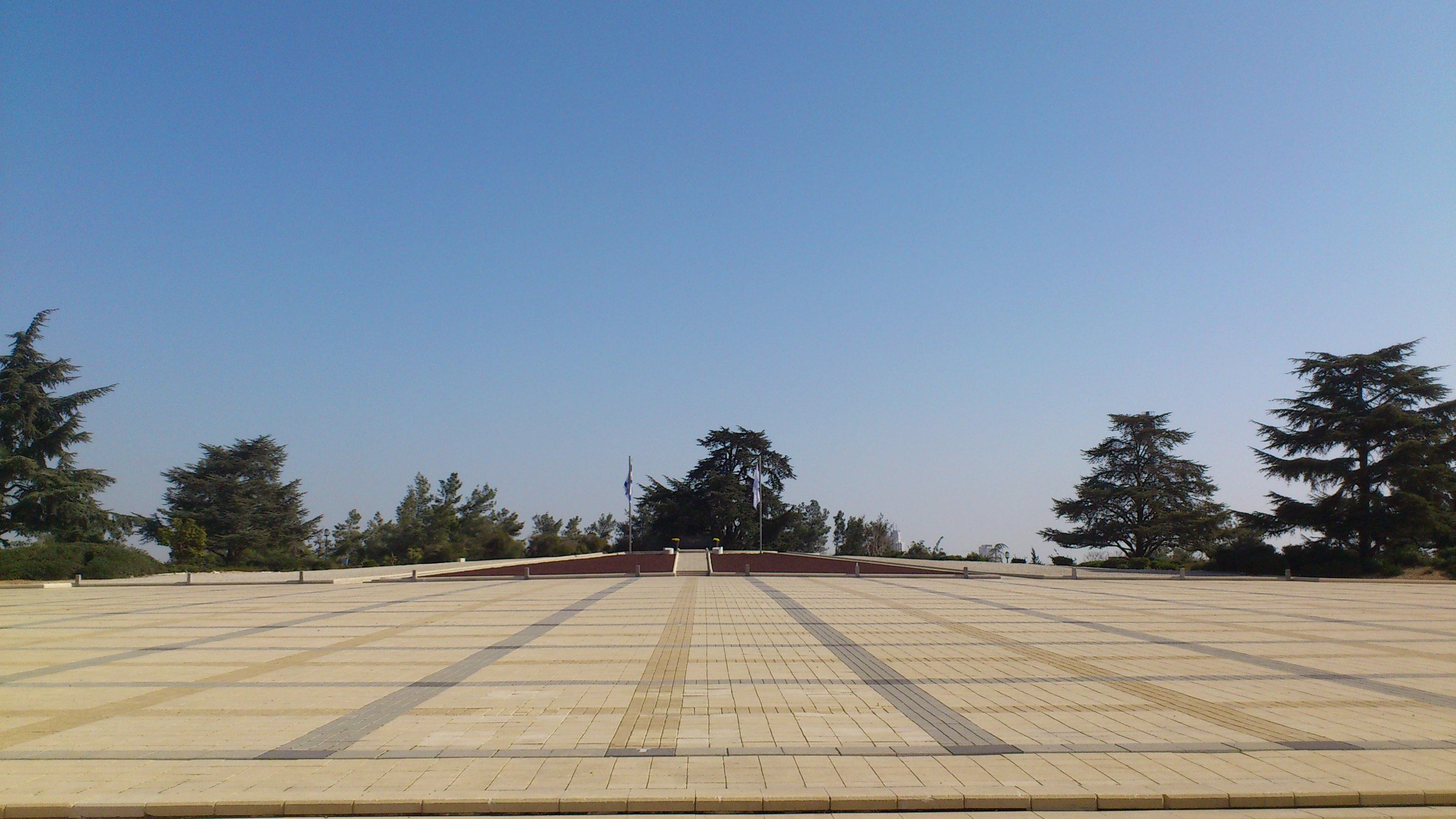
Площа на горі Герцля
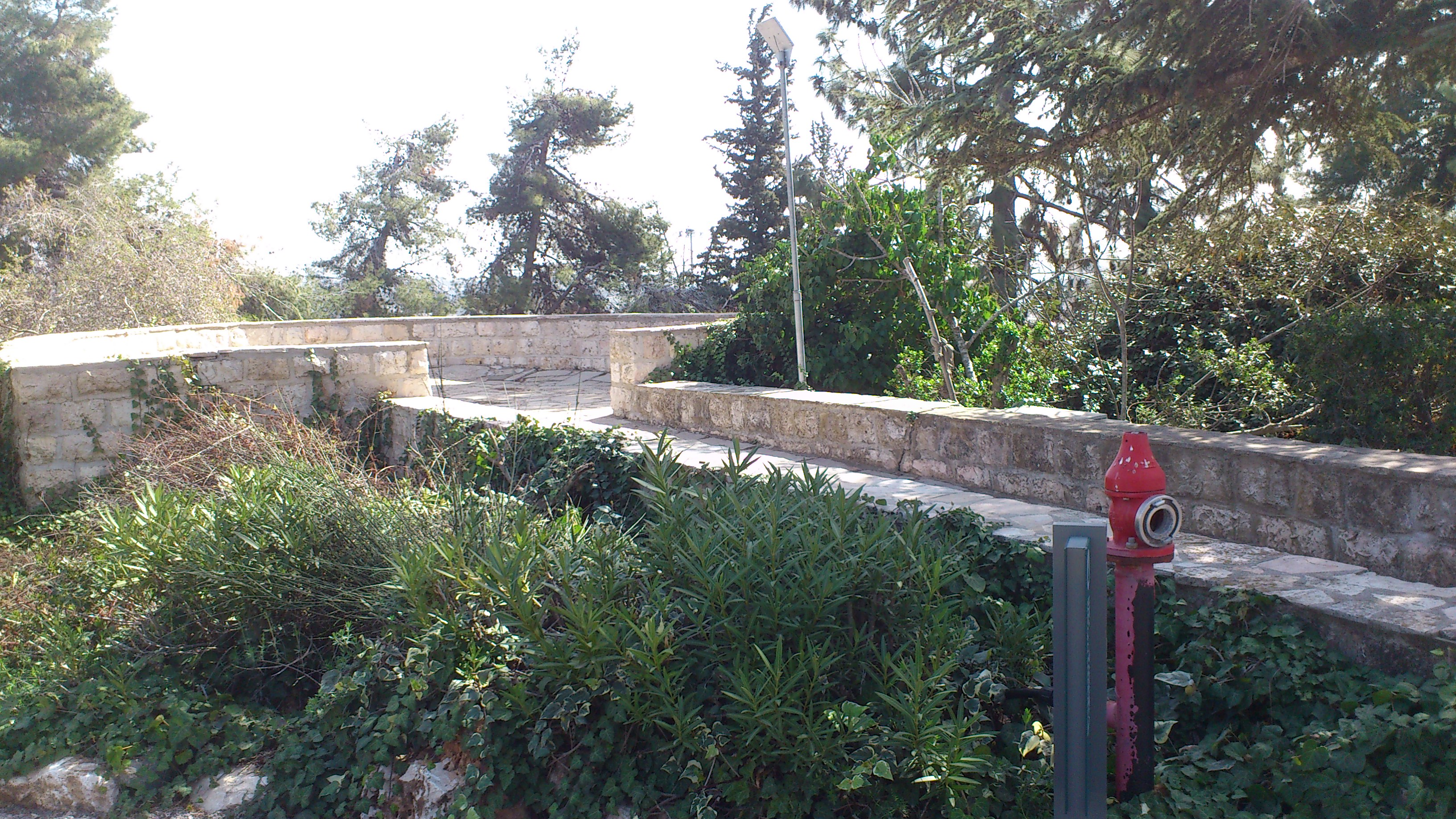
Місце для фотографування
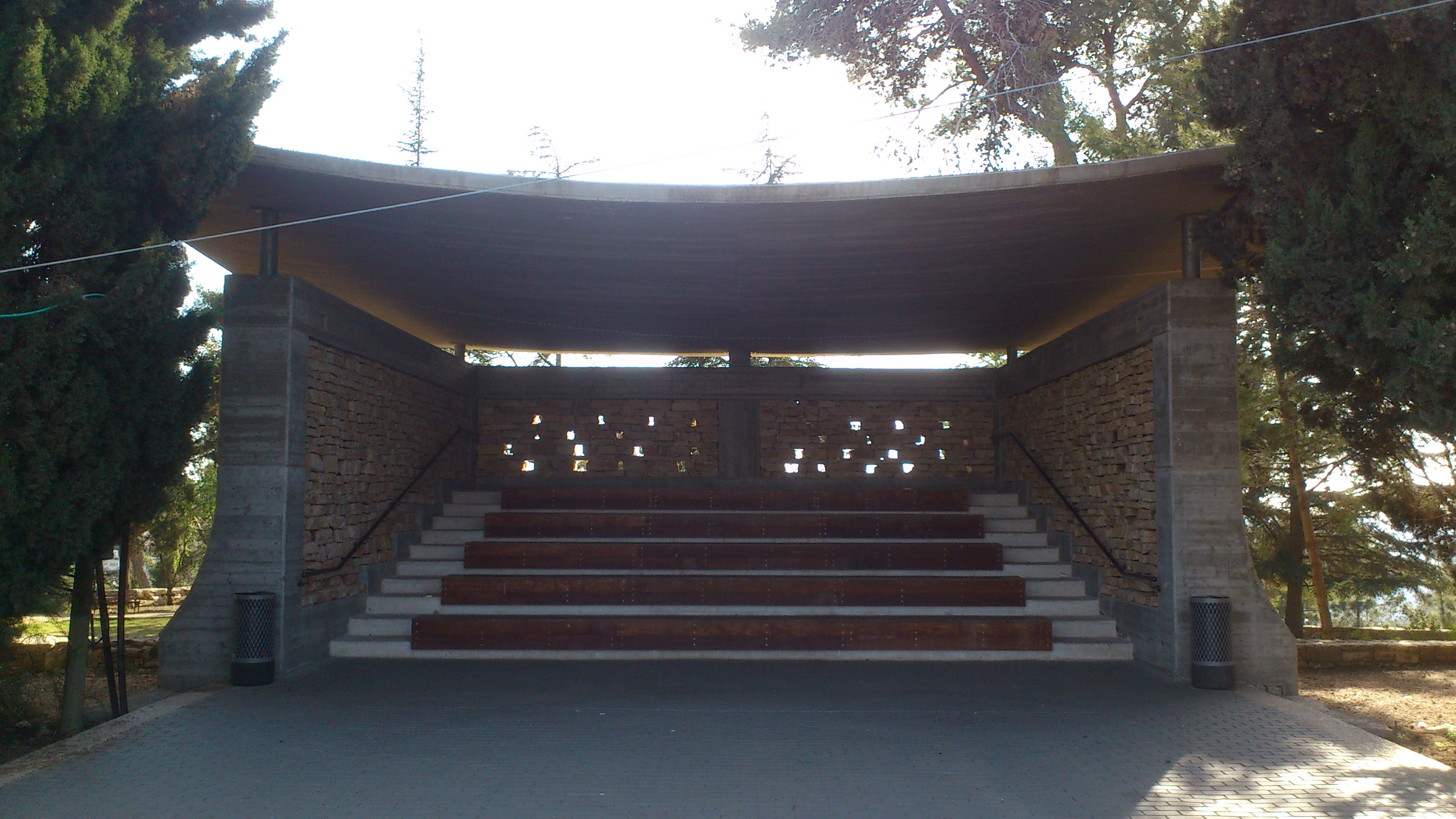
Місце відпочинку
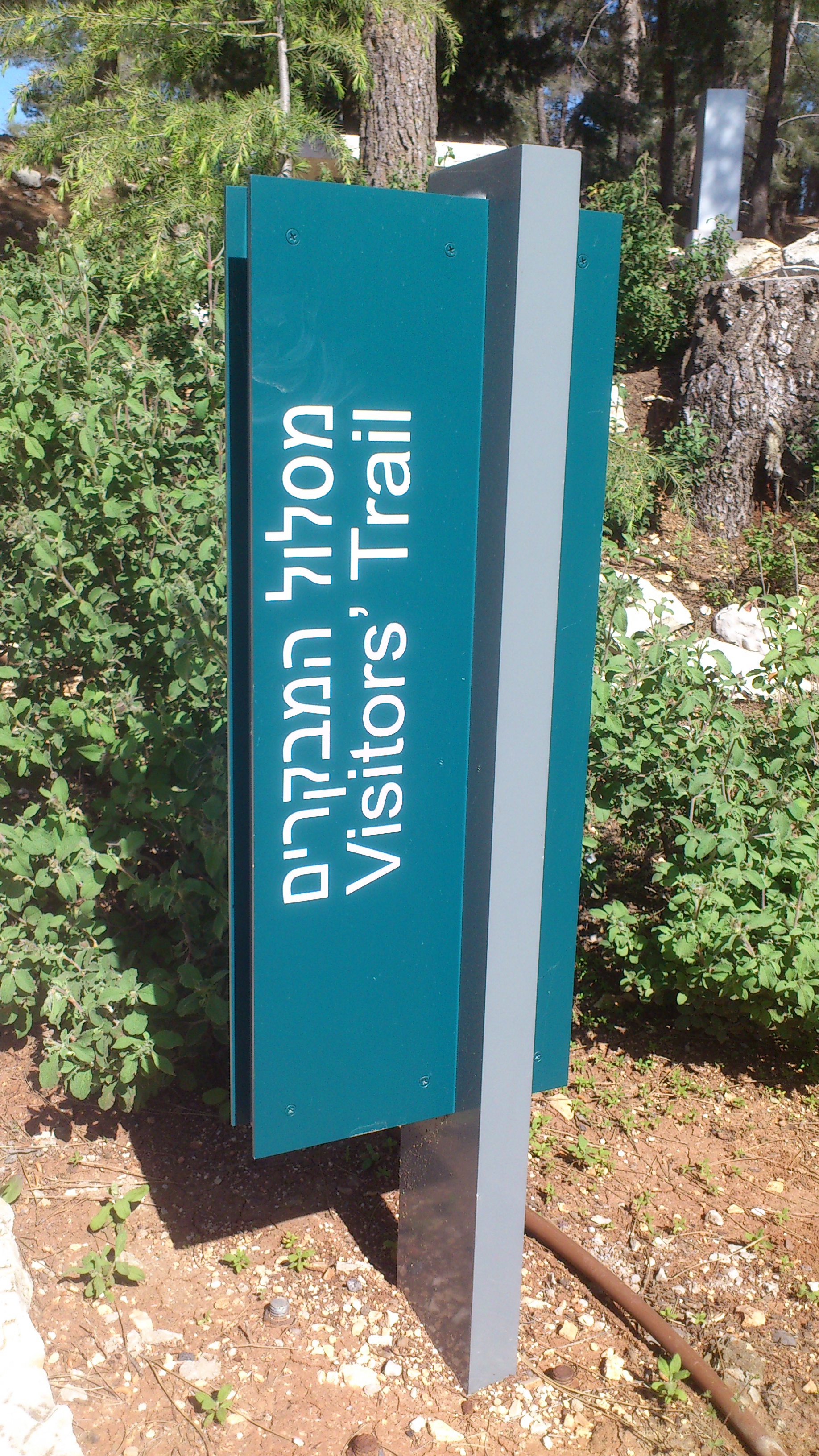
Стежка для відвідувачів
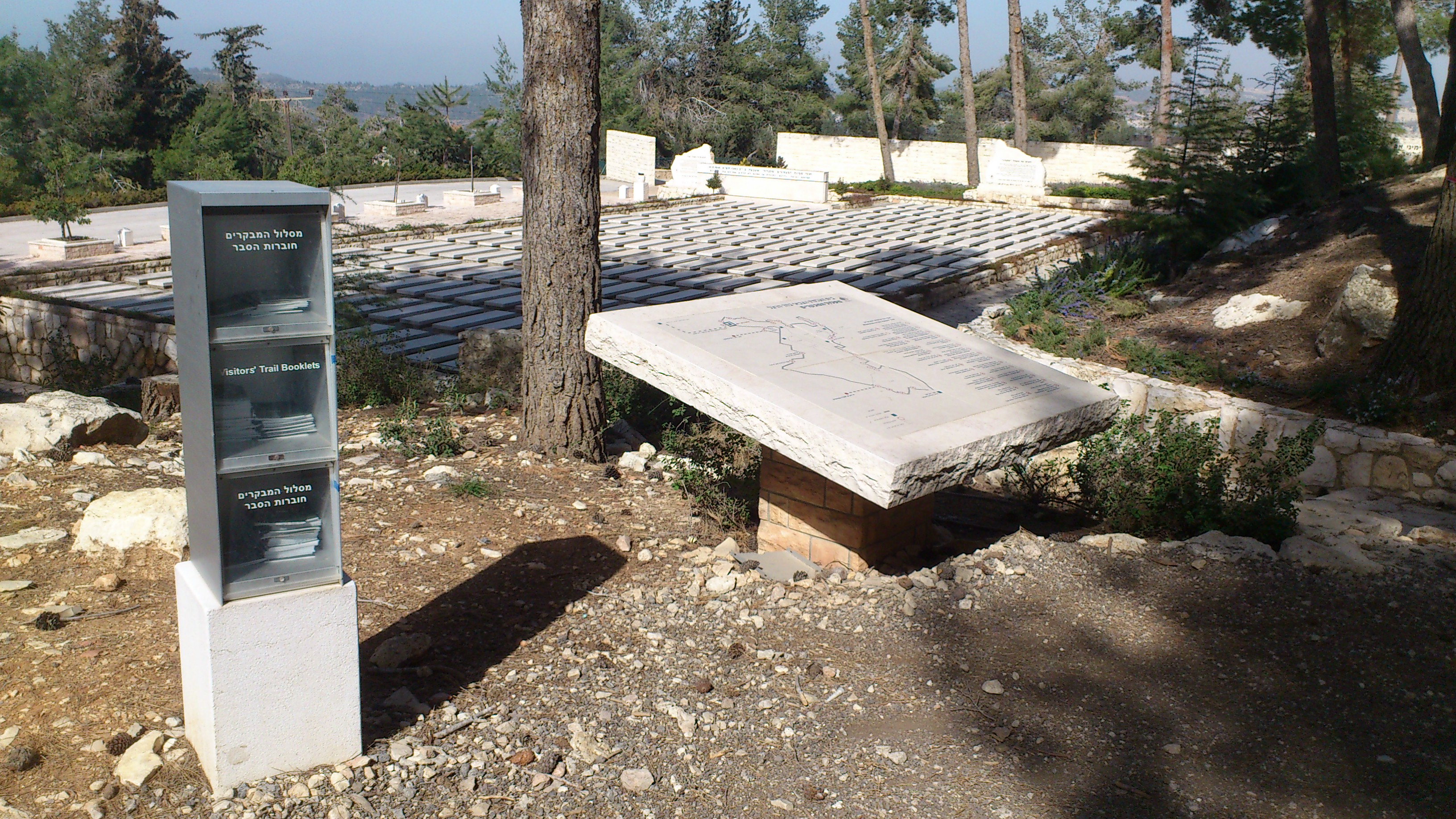
Карта з буклетами
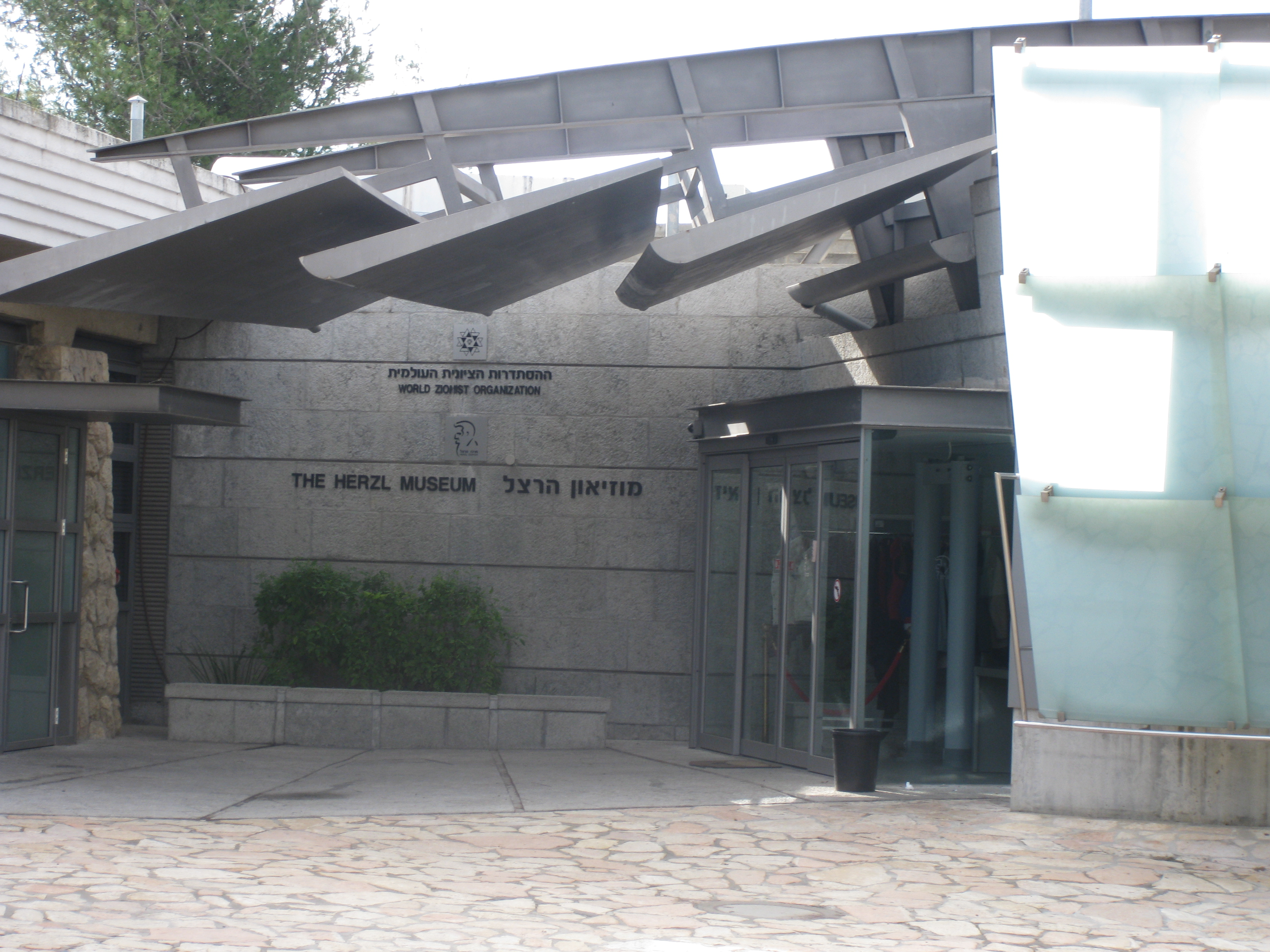
Музей Герцля
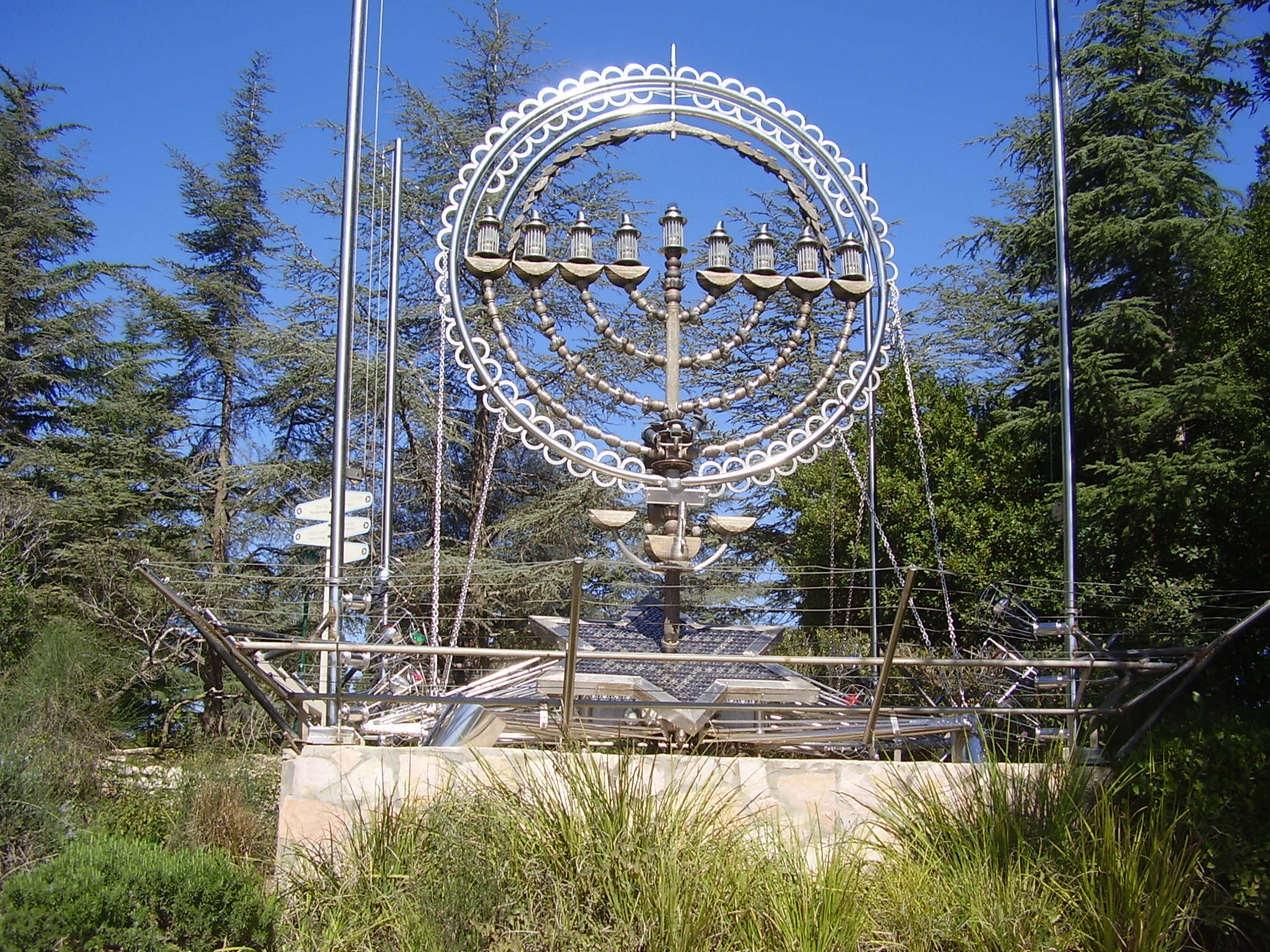
Вхід на гору Герцля
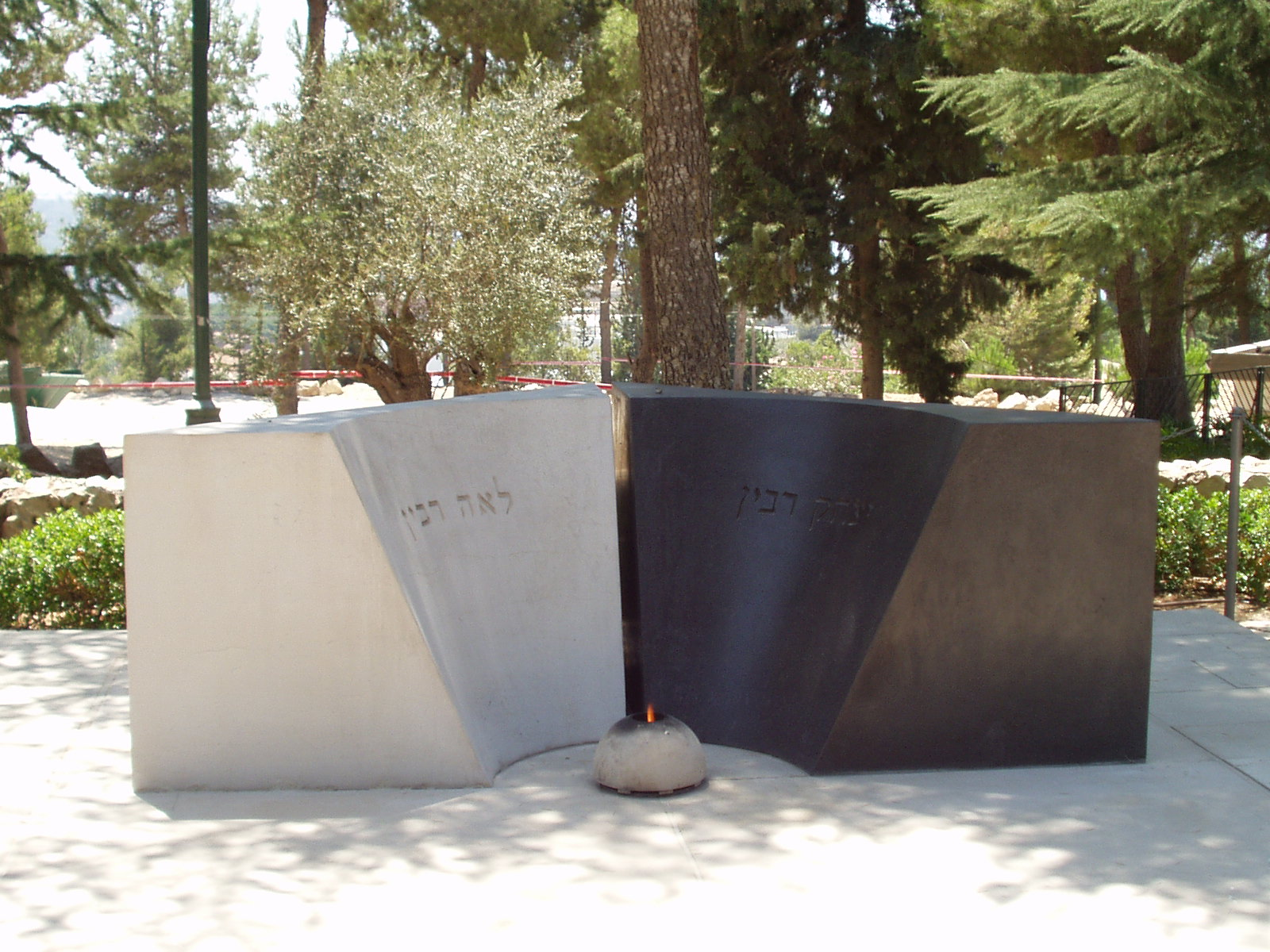
Могила Іцхака Рабина та його дружини
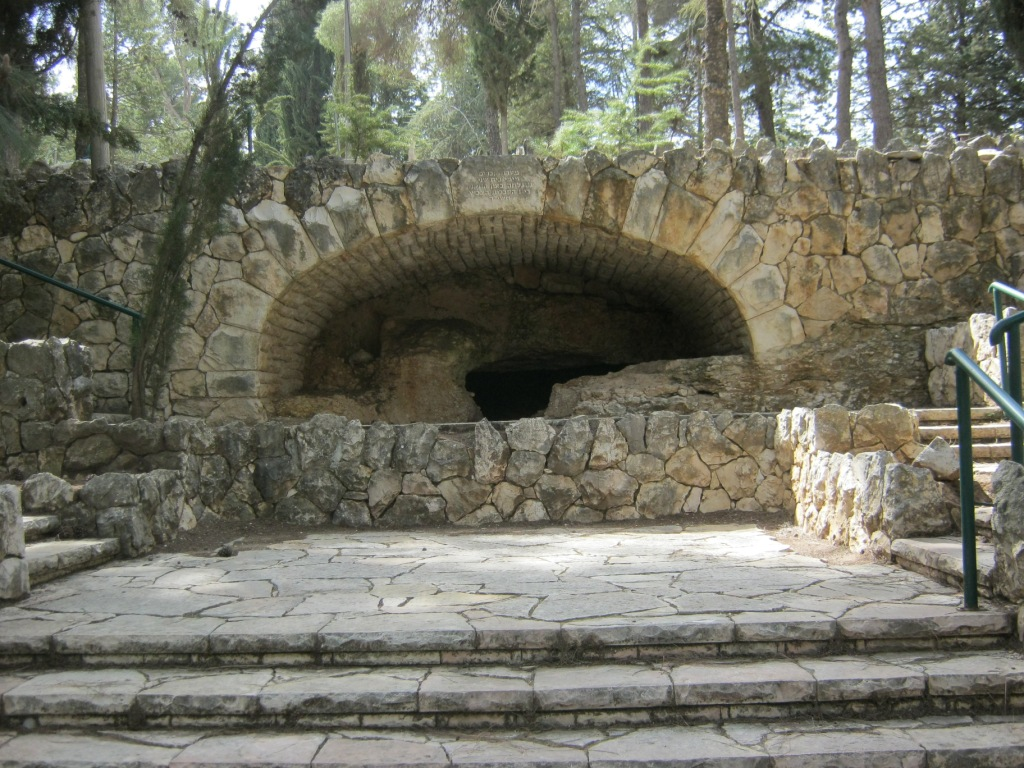
Стародавні єврейські поховання часів Другого Храму